# Alsómocsolád, Baranya
Alsómocsolád este un sat în districtul Hegyhát, județul Baranya, Ungaria, având o populație de 336 de locuitori (2011). 

## Demografie
Componența etnică a satului Alsómocsolád
     Maghiari (89,09%)
     Germani (6,49%)
     Romi (2,06%)
     Necunoscut (2,36%)
     Alții (2,36%)
Componența confesională a satului Alsómocsolád
     Romano-catolici (61,9%)
     Fără religie (26,19%)
     Reformați (2,08%)
     Luterani (1,19%)
     Necunoscută (8,63%)
Conform recensământului din 2011, satul Alsómocsolád avea 336 de locuitori. Din punct de vedere etnic, majoritatea locuitorilor (89,09%) erau maghiari, existând și minorități de germani (6,49%) și romi (2,06%). Apartenența etnică nu este cunoscută în cazul a 2,36% din locuitori.  Din punct de vedere confesional, majoritatea locuitorilor (61,9%) erau romano-catolici, existând și minorități de persoane fără religie (26,19%), reformați (2,08%) și luterani (1,19%). Pentru 8,63% din locuitori nu este cunoscută apartenența confesională.